# Seiji Honda
Seiji Honda (Tokushima, 25 februari 1976) is een voormalig Japans voetballer.

## Carrière
Seiji Honda speelde tussen 1995 en 2009 voor Nagoya Grampus Eight, Bellmare Hiratsuka, Vissel Kobe en Thespa Kusatsu.